# Franca São Paulo
Le Franca São Paulo est un club brésilien de basket-ball évoluant dans l'élite du championnat brésilien. Le club est basé dans la ville de São Paulo.

## Histoire

### Sponsoring
- 1991 : All Star/Franca
- 1992 : All Star/Sabesp/Franca
- 1993 : Satierf/Sabesp/Franca
- 1994 : Cosesp/Franca
- 1996 : Cougar/Franca
- 1997-2000 : Marathon/Franca
- 2000-2001 : Unimed/Franca
- 2001-2004 : Aucun
- 2004-2005 : Franca/Petrocrystal/Ferracini
- 2005-2006 : Franca/Mariner/Unimed
- 2006-2008 : Unimed/Franca
- 2008-2014 : Vivo/Franca
- 2015-2017 : Aucun
- 2017- : Sesi/Franca

## Palmarès
| Compétitions nationales | Compétitions régionales | Compétitions internationales |
| - Championnat du Brésil : - Vainqueur (11) : 1971, 1974, 1975, 1980, 1981, 1990, 1991, 1993, 1997, 1998, 1999, 2022. - Finaliste (8) : 1979, 1981, 1982, 1986, 1988-89, 1994, 2007, 2011, 2019. | - Championnat de São Paulo : - Vainqueur (15) : 1973, 1975, 1976, 1977, 1988, 1990, 1992, 1997, 2000, 2006, 2007, 2018, 2019, 2020, 2022. - Finaliste (14) : 1964, 1970, 1971, 1974, 1978, 1979, 1980, 1991, 1993, 1996, 1999, 2008, 2017, 2021. | - Coupe intercontinentale : - Finaliste (2) : 1975, 1980. - Championnat panaméricain : - Vainqueur (4) : 1993, 1994, 1997, 1999. - Finaliste (1) : 1996. - Coupe d'Amérique du Sud des clubs champions : - Vainqueur (6) : 1974, 1975, 1977, 1980, 1990, 1991. - Finaliste (3) : 1978, 1992, 1993. - Liga Sudamericana : - Finaliste (2) : 1998, 2007. |

## Joueurs et personnalités du club

### Entraîneurs
Le tableau suivant présente la liste des entraîneurs du club depuis 1959.
| Rang | Nom                 | Période   |
| ---- | ------------------- | --------- |
| 1    | Pedroca             | 1959-1981 |
| 2    | Hélio Rubens Garcia | 1981-2000 |

| Rang | Nom                 | Période   |
| ---- | ------------------- | --------- |
| 3    | Daniel Abrão Wattfy | 2000-2004 |
| 4    | Chuí                | 2004-2005 |

| Rang | Nom                 | Période   |
| ---- | ------------------- | --------- |
| 5    | Hélio Rubens Garcia | 2005-2012 |
| 6    | Lula Ferreira       | 2012-2016 |

| Rang | Nom     | Période |
| ---- | ------- | ------- |
| 7    | Hélinho | 2016-   |

### Joueurs célèbres ou marquants
- Anderson Varejão